# Lowry-Massiv
Das Lowry-Massiv ist ein kompaktes, aus Graten bestehendes Massiv ohne erkennbarem Gipfel in der antarktischen Ross Dependency. Es ragt etwa 1800 m hoch über eine Länge von 3 km an der Südflanke des Byrd-Gletschers 5 km südsüdwestlich des Mount Tuatara auf.
Der US-amerikanische Geologe Edmund Stump (* 1946) vom United States Antarctic Program entdeckte hier am 21. November 2001 eine fossilienführende Schicht des sogenannten Shackleton-Sandsteins. Namensgeber des Massivs ist Patrick H. Lowry, ein Mitglied der von Stump geleiteten Mannschaften der Arizona State University zur Untersuchung der Gebiete um den Byrd-Gletscher von 1977 bis 1978 sowie von 1978 bis 1979.